# Tour di Clara
Questa pagina contiene tutti i tour musicali sostenuti dalla cantautrice italiana Clara nel corso della sua carriera.

## Primo Summer tour
Il Primo Summer tour è il primo tour musicale della cantautrice italiana Clara, a supporto del suo primo album in studio Primo.

### Date del tour
| Data           | Città                   | Stato  | Luogo                                               |
| -------------- | ----------------------- | ------ | --------------------------------------------------- |
| 13 giugno 2024 | Casalgrande (RE)        | Italia | Mosa Festival                                       |
| 14 giugno 2024 | Annone di Brianza (LC)  | Italia | Nameless Music Festival                             |
| 20 luglio 2024 | Varese                  | Italia | Varese Summer Festival (Giardini e Palazzo Estensi) |
| 23 agosto 2024 | Bassano del Grappa (VI) | Italia | Ama Music Festival (Parco di Villa Negri)           |
| 24 agosto 2024 | Porto Sant'Elpidio (FM) | Italia | La notte più rosa                                   |

## Primo tour
Il Primo tour è il secondo tour musicale della cantautrice italiana Clara, a supporto del suo primo album in studio Primo.

### Scaletta
- Intro
- Nero gotico
- Ammirerò
- Cicatrice
- Boulevard
- Amore disperato
- Origami
- Ragazzi fuori
- Storie di rose appassite
- Sogni di carte
- Clown
- Diamanti
- Aquiloni
- C'est la vie
- Soldi amore
- Un milione di notti
- Origami all'alba
- Diamanti grezzi
- Ghetto Love
- Nero gotico (bis)

### Date del tour
| Data            | Città        | Stato  | Luogo              |
| --------------- | ------------ | ------ | ------------------ |
| 3 ottobre 2024  | Roma         | Italia | Largo Venue        |
| 5 ottobre 2024  | Modugno (BA) | Italia | Demode             |
| 6 ottobre 2024  | Napoli       | Italia | Duel               |
| 12 ottobre 2024 | Firenze      | Italia | Viper Theatre      |
| 13 ottobre 2024 | Padova       | Italia | Hall               |
| 15 ottobre 2024 | Milano       | Italia | Magazzini Generali |

## Summer tour 2025
Il Summer tour 2025 è il terzo tour musicale della cantautrice italiana Clara.

### Scaletta
1. Nero gotico
2. Ammirerò
3. Febbre
4. C'est la vie
5. Soldi amore
6. Ragazzi fuori
7. Cicatrice
8. Boulevard
9. Origami all'alba
10. Storie di rose appassite
11. Ghetto Love
12. Scelte stupide
13. Un milione di notti
14. Sogni di carta
15. Aquiloni
16. Diamanti grezzi
17. Nero gotico
18. Scelte stupide

### Date del tour
| Data             | Città                  | Stato  | Luogo                                   |
| ---------------- | ---------------------- | ------ | --------------------------------------- |
| 30 aprile 2025   | Cagliari               | Italia | Poetto Fest (Poetto)                    |
| 10 maggio 2025   | Melilli (SR)           | Italia | Terrazza degli Iblei                    |
| 2 giugno 2025    | Formia (LT)            | Italia | Piazza Mattei                           |
| 14 giugno 2025   | Riese Pio X (TV)       | Italia | Avis Live Music (Parco delle Poesie)    |
| 21 giugno 2025   | Cesenatico (FC)        | Italia | La notte rosa (Piazza Andrea Costa)     |
| 23 giugno 2025   | Civitella Roveto (AQ)  | Italia | Piazza San Giovanni                     |
| 17 luglio 2025   | Gioia Tauro (RC)       | Italia | Venti da Sud                            |
| 19 luglio 2025   | Pratovecchio Stia (AR) | Italia | Go Valley Festival (Palagio Fiorentino) |
| 8 agosto 2025    | Tortoreto Lido (TE)    | Italia | Rotonda Carducci (ViviTortoreto)        |
| 11 agosto 2025   | Cerenzia (KR)          | Italia | Presilandia Summer Festival             |
| 12 agosto 2025   | Roggiano Gravina (CS)  | Italia | Estate Roggianese                       |
| 15 agosto 2025   | Sauze d'Oulx (TO)      | Italia | Anima Festival                          |
| 8 settembre 2025 | Siderno (RC)           | Italia | Porto Salvo Festival                    |

## Altre esibizioni

### Clara tour 2025
Il Clara tour 2025 sono due concerti live della cantautrice italiana Clara che si svolgeranno, rispettivamente, il 28 novembre a Roma e il 30 novembre 2025 a Milano.

#### Date dei concerti
| Data             | Città  | Stato  | Luogo    |
| ---------------- | ------ | ------ | -------- |
| 28 novembre 2025 | Roma   | Italia | Orion    |
| 30 novembre 2025 | Milano | Italia | Fabrique |